# 阿部保夫
阿部 保夫（あべ やすお、1925年9月15日 - 1999年12月26日）は、日本のギタリスト。宮城県石巻市出身。息子の阿部恭士もギタリスト。

## 略歴
兄の影響からギターに興味を示し、1938年より管ノ又信太郎に師事。1947年、古賀政男主宰の古賀ギター歌謡学院で講師を務めることとなる。1948年、第一回全国ギターコンクールで一位。1953年にはイタリアへ留学しA・セゴビア、E・プジョールに師事する。1966年からはNHK教育の『NHKギター教室』の初代講師を5期に渡り担当した。1969年、日本ギタリスト協会発足にともない初代委員長を務め多くのコンクール・コンサート等を開き、晩年に至るまで日本のギター界全体の発展に大きく貢献した。
1999年12月26日、心筋梗塞で死去、享年74。

## 主な弟子
- アントニオ古賀

## 著書
- 『カルカッシ・ギター教則本(楽譜)』全音楽譜出版社
- 『独奏と合奏による スクールギターテキスト (楽譜)』全音楽譜出版社
- 『ギターライブラリー新版演奏会用 バッハ名曲選集 (楽譜)』全音楽譜出版社
- 『演奏会用ルネッサンス名曲選集 (楽譜)』全音楽譜出版社